# Małgorzata Babicka
Małgorzata Beata Babicka (ur. 6 września 1985 w Jeleniej Górze) – polska koszykarka, reprezentantka Polski i medalistka mistrzostw Polski.

## Kariera sportowa

### Kariera klubowa
Jest wychowanką Uczniowskiego Klubu Sportowego "Wichoś" w Jeleniej Górze. Od 2000 występowała w drugoligowym  AZS Kolegium Karkonoskie Jelenia Góra. W ekstraklasie zadebiutowała w sezonie 2004/2005 w KS Cukierki Odra Brzeg, w którym występowała do 2007. Następnie była zawodniczką AZS PWSZ Gorzów Wielkopolski (2007/2008 i brązowy medal mistrzostw Polski), Finepharm AZS Kolegium Karkonoskie Jelenia Góra (runda jesienna sezonu 2008/2009), drugoligowego włoskiego Castellani Pontedera (runda wiosenna sezonu 2008/2009) i CCC Polkowice (2009-2011 i wicemistrzostwo Polski w 2011), francuskich Cavigal Nice Basket 06 (runda wiosenna sezonu 2011/2012) oraz Saint Etienne Case B (2012/2013).

### Kariera reprezentacyjna
Występowała w reprezentacji Polski kadetek. W reprezentacji seniorskiej wystąpiła na Mistrzostwach Europy w 2011 (11 miejsce). Była także brązową medalistką Uniwersjady w 2007, a w turnieju Uniwersjady w 2009 odpadła z drużyną w ćwierćfinale.